# Древесинник дубовый
Древесинник дубовый (лат. Trypodendron domesticum) — жук из подсемейства короедов в составе семейства долгоносиков.

## Распространение

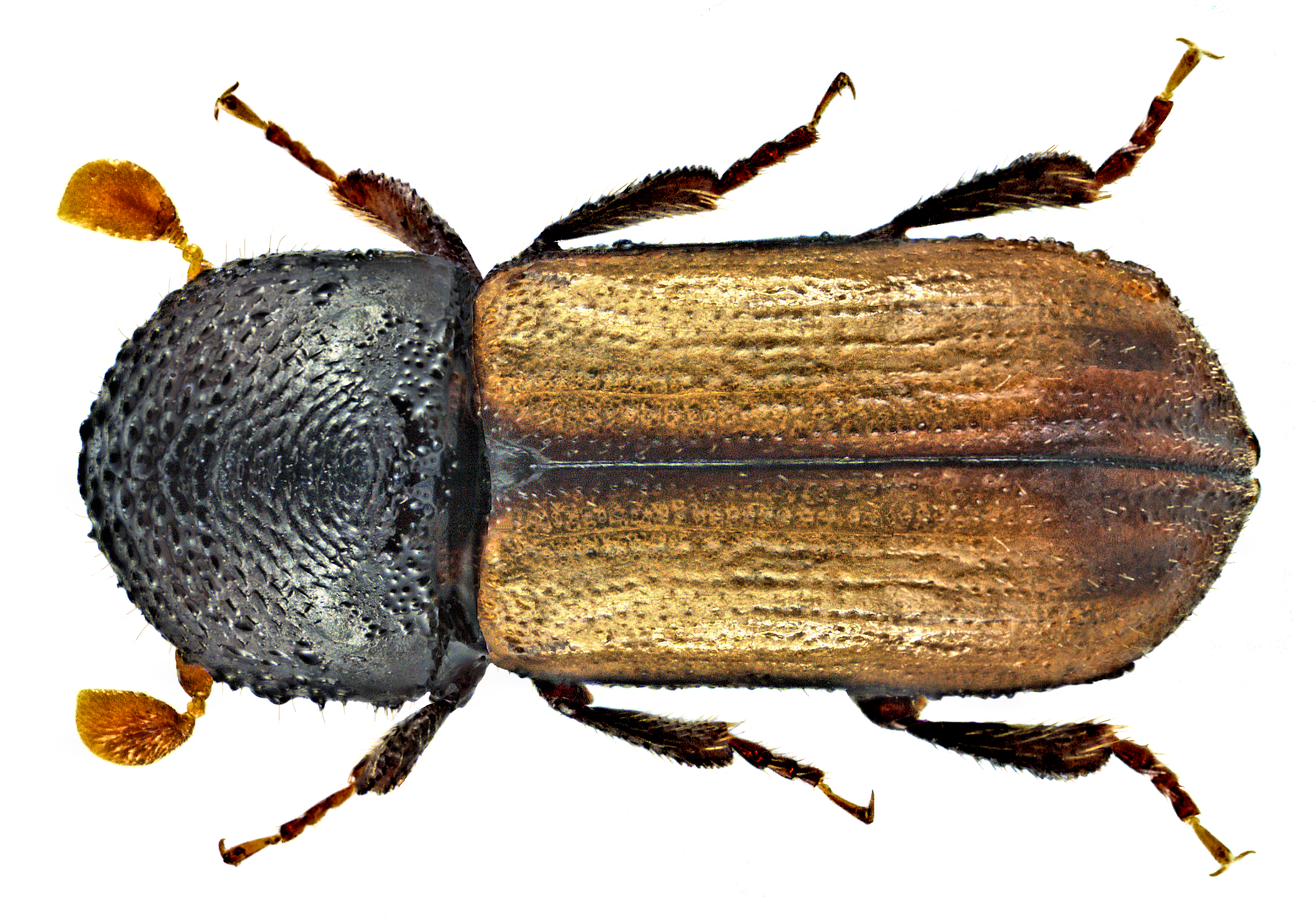

Вид распространен в Европе и Малой Азии. Как инвазийный вид зарегистрирован в США и Канаде.

## Описание
Длина тела 3-3,5 мм. Переднеспинка чёрная, надкрылья коричневые, покрыты короткими волосками. Булава усиков на верхушке заостренная.

## Образ жизни
Развивается в древесине следующих пород: дуб, клен, ольха, бук, ель, орех, шелковица, акация белая. Вылет взрослого жука происходит в апреле-мае. Самки переносят с собой мицелий плесневых грибов, которыми они потом питаются. Самка выгрызает в древесине маточный ход длиной 5-7 см. По обе стороны от маточного хода самка прогрызает личиночные ходы, куда откладывают яйца. После вылупления, личинки продолжают свои ходы еще на 5 мм. Питаются личинки мицелием грибов, что занесла самка.